# Nike Terminator
Nike Terminator — баскетбольне взуття, виготовлене транснаціональною компанією Nike, Inc., яке було представлене в 1985 році.

## Передумови
Nike Terminator вирізняється словом «Nike», написаним великими літерами на підборі кросівок. Terminator також має петлю для шнурка на п'яті, щоб полегшити обертання шнурків навколо взуття.
Компанія Nike створила версії Terminator, названого на честь коледжів Джорджтауна, Мічигану та Сент-Джона, з кольорами, заснованими на кольорах команд цих баскетбольних команд коледжів. Деякі кросівки були спеціально виготовлені для гравців Джорджтауна, з «Hoyas» на п'яті замість «Nike». Також було випущено спеціальне видання Terminator High Supreme «Thrash Metal Pack» із чорно-золотими кольорами.